# Katoucha Niane
Katoucha Niane (Conacri, Guiné, 23 de outubro de 1960 – Paris, França, 2 de fevereiro de 2008) foi uma modelo francesa, e uma das primeiras a ter vindo da África.

## Biografia
Katoucha Niane era filha do escritor e historiador Djibril Tamsir Niane. Sua mãe a obrigou a sofrer mutilação genital aos nove anos. Na França, começou a carreira de modelo na casa Thierry Mugler. Abandonou as passarelas em 1994 e criou uma pequena casa de prêt-à-porter. Em 1998 desfilou com outras 300 modelos na retrospectiva de Yves Saint Laurent apresentada no Estádio da França. Dedicava-se acima de tudo a combater a prática de mutilação genital na África, e escreveu um livro contando a sua história, Em minha carne. Teve três filhos.
A modelo desapareceu no dia 2 de fevereiro de 2008. Seu corpo foi encontrado boiando no rio Sena vinte e quatro dias depois. A polícia concluiu que ela se afogou após voltar embriagada de uma festa e cair acidentalmente no rio Sena.